# Els sots feréstecs

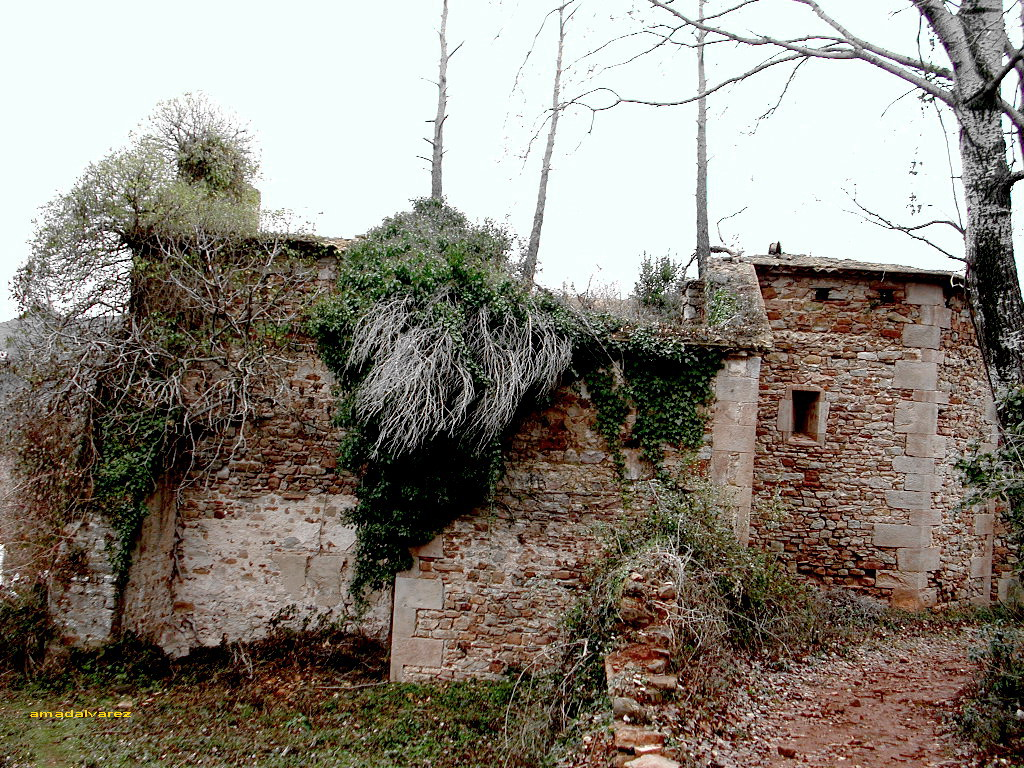
Església de sant Pau de Montmany el 2002

Els sots feréstecs (1901), de Raimon Casellas, és considerada la primera novel·la llarga modernista. Representa el fracàs de l'artista en el seu intent de transformar la societat, per la qual cosa enllaça amb la voluntat regeneracionista del moviment modernista.

## Argument

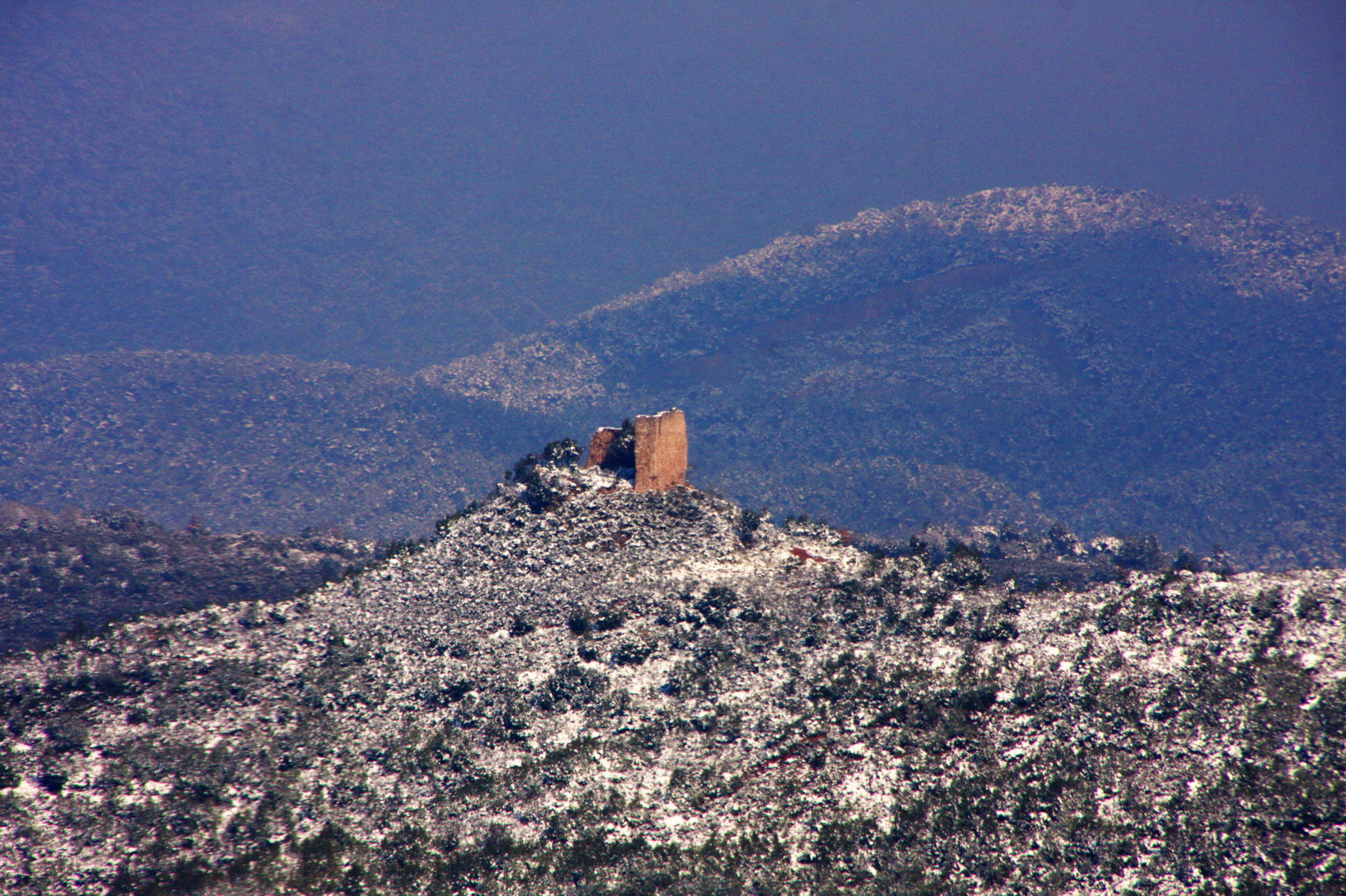
Castell dels Moros a Montmany

El protagonista, mossèn Llàtzer, encarna l'home superior, el Bé i l'Ideal, que s'enfronta a les multituds, el Mal i la Natura, encarnades per la Roda-soques. El personatge que inicia el llibre, l'Aleix de les Tòfones, simbolitza la degradació de les qualitats humanes. Mossèn Llàtzer és un capellà de ciutat que ha estat exiliat a una parròquia rural, Sant Pau de Montmany o Els Sots Feréstecs, perquè havia intentat reivindicar la memòria d'un filòsof del passat (potser Sibiuda o fins i tot Verdaguer, tot i que aquest darrer era encara viu en aquell moment; també es pot veure un cert paral·lelisme entre mossèn Llàtzer i mossèn Cinto). Hi va carregat de bones intencions, amb el propòsit de donar vida espiritual als pagesos, però de seguida xoca amb la seva gasiveria i desconfiança. Com que veu que no en treu res, intenta convèncer-los amb l'exemple, i així es posa a refer tot sol l'edifici malmès de l'església, amb l'únic ajut, minso, dels majordoms de la rectoria, d'edat avançada. Tanmateix, no aconsegueix altra cosa que la mirada burleta dels camperols i que el titllin de ric.
Mentrestant, ha arribat a l'ermita de Puiggraciós, que fa d'hostal de camins de bast, la Roda-soques, una prostituta que aviat aconsegueix l'èxit que li falta al capellà, i es fa seus els pagesos. Aleshores mossèn Llàtzer varia de tàctica i intenta fer-los canviar mostrant-s'hi sever, amenaçant-los amb els càstigs de l'infern. Quan la Roda-soques el desafia, presentant-se a l'església, l'expulsa, però no és sinó un triomf aparent, perquè els pagesos el deixen sol i no van més a l'església. Mossèn Llàtzer cau abatut, i durant la seva malaltia la natura destrueix les millores de l'església, que tant li havien costat.
El seu calvari, però, encara no havia acabat: quan més enfonsat es troba, rep la petició de l'últim sagrament d'un fidel. Això li fa concebre esperances, i malgrat que està dèbil, és de nit i fa un temps de mil dimonis, es dirigeix a la casa del moribund, la més allunyada de la parròquia. Tot era una burla, i a la masia no hi ha cap persona que necessita l'extremunció. En el camí de tornada s'estimba i cau en un estat catalèptic, que el manté en plena lucidesa mental, però sense moviments. El creuen mort, i mossèn Llàtzer ha d'assistir impotent al triomf de la Roda-soques durant la seva vetlla.

## Estil
D'entre els aspectes remarcables de la novel·la cal ressaltar el llenguatge, fort, coent, farcit d'onomatopeies, repeticions i ruralismes; tot plegat intenta reflectir la situació de forta tensió entre els dos pols i la despersonalització, ignorància i bestialitat dels pagesos. Aquesta selecció de trets literaris, especialment del lèxic, va provocar la reacció contrària d'una part de la intel·lectualitat catalana, que van titllar el llenguatge "mascle" de barroer i curt de mires, i que va donar ocasió a la caricatura publicada al Cu-cut en què els pagesos de Montmany apedreguen Raimon Casellas.

## Simbolisme, naturalisme i realisme
Els sots feréstecs, malgrat el seu fort caràcter simbòlic, té una base molt realista: hi ha llocs i masies perfectament identificables sobre el mapa; reflecteix una realitat històrica sobre peripècies d'alguns rectors anteriors de la parròquia, que Raimon Casellas devia conèixer prou bé arran de les seves estades infantils a la masia de l'Ullar (Uià, en la fonètica de la contrada), i alguns dels pagesos descrits corresponen a figures reals, per més que estiguin caricaturitzades.

## Traduccions
L'obra, traduïda al gallec l'any 2012 per Eduard del Castillo Velasco, sortí publicada amb el títol As valgadas bravas per l'editorial gallega Hugin e Munin.
L'any 2013 fou traduïda al castellà, amb el títol de Las cañadas indómitas, per part d'Isabel Lacriz i Antonio Morales.
L'any 2014 Alan Yates la va traduir a l'anglès amb el títol Dark Vales i fou editada per Eva Bosch.